# أنديرس كارلسون (لاعب كرة قدم)
أنديرس كارلسون (بالسويدية: Anders Karlsson)‏ هو لاعب كرة قدم سويدي، ولد في 27 أبريل 1963، وتوفي في 23 نوفمبر 2015 بسبب غرق. لعب مع نادي أوربرو.

## وصلات خارجية
- أنديرس كارلسون على موقع اتحاد السويد (السويدية)
- أنديرس كارلسون على موقع قاعدة بيانات كرة القدم.إي يو (الإنجليزية)